# عوسي الأعظمي
عوسي الأعظمي مصارع واعلامي عراقي، واسمه جاسم محمد الأعظمي، وينتمي لقبيلة العبيد العربية القحطانية الحميرية، وهو الرياضي والمصارع المعروف في منطقة الأعظمية ببغداد.

## الولادة والنشأة
ولد في بغداد عام1331 هـ/ 1913م، وله الكثير من النشاطات الرياضية منها قيادة الدراجات والسباحة والمصارعة الحرة، ورفع الأثقال وكمال الأجسام وغيرها، كما أبتكر لعبة التزحلق في الأعظمية وهو من رواد الكشافة في العراق، وفي عام 1938م، فاز عوسي الأعظمي على المصارع الهندي علي محمد أحمد وهو من أفراد الجيش البريطاني، الذي كان يحتل العراق، في حلبة ساحة ملعب الكشافة في الأعظمية. وقد حضر الوصي عبد الإله الهاشمي هذه المباراة وكرمهُ بمبلغ عشرين ديناراً.

## سيرته وأنجازاته
كان عوسي لهُ الفضل في ازدهار الحركة الرياضية بمنطقة الأعظمية في بداية عقد الثلاثينيات، وكانت لهُ نشاطات رياضية واسعة، وعند افتتاح النادي الأولمبي في الأعظمية عام 1940م، قام عوسي الأعظمي مع مجموعة من اللاعبين بأداء حركات رياضية تعتمد على الخفة والسرعة أثارت أعجاب الحاضرين. ولقد أشترك في معظم مباريات السباحة وحاز على بطولات عدة، ودرب الشباب على السباحة في منطقة الأعظمية على ضفاف نهر دجلة، وأشترك في معظم نشاطات الحركة الكشفية في العراق، ونظم سباقات الدراجات الهوائية وكان بطلاً من أبطالها، ولهُ الكثير من الحكايات على ألسنة الناس للطافةِ معشرهِ وفكاهته.
ويعتبر من أوائل المشاركين في الاعلام الرياضي في العراق، والإعلاميون أطلقوا عليه أسم السندباد البري، لكثرة رحلاته وبالرغم من إنه كان أمياً وبسيطاً في تعليمه. ولقد أرسل عوسي الأعظمي رسالة إلى صحيفة (الزمان) أبدى فيها رغبته بمصارعة البطل الياباني (بوت رونوس) بطل اليابان في الوزن المتوسط الذي كان راغباً في زيارة العراق في كانون الثاني 1940 ضمن جولة لهُ لزيارة دول المنطقة لمنازلة المصارعين العراقيين من فئة وزنهِ بغية الحصول على لقب بطولة العالم، وأولت صحيفة الزمان في عددها الصادر في 27 كانون الثاني عام 1940 اهتماماً واضحاً بالأمر ولكن المصارع الياباني قرر تأجيل زيارتهِ للعراق إلى شهر آذار، وأرسل رسالة بهذا الشأن إلى صحيفة الزمان جاء في نصها الآتي: ((أقدم خير التمنيات لبلدكم المحبوبة ولجلالة ملككم فيصل الثاني المعظم واني أشكر الله على حسن العلاقات بين البلدين وقد قررت تأجيل المصارعة إلى يوم 8 آذار مادمت أرغب في زيارة بلادكم))، وكما يبدو بما نشرته الصحافة العراقية آنذاك إن المصارع الياباني لم يصل إلى العراق بسبب اشتداد نيران الحرب العالمية الثانية. وعلى الرغم من كون هذه المحاولة متواضعة إلا أنها كانت لبنة في صرح علاقات الشعبين العراقي والياباني وتوثيق علاقاتهما.
وعندما تجاوز عوسي سن الثلاثين عشق السياحة والسفر، حيث ألتقى بأبطال الرياضة بالمصارعة في العالم لتبادل الخبرات، وفي لبنان فاز على المصارع اللبناني زكريا شهاب، وفي تركيا فاز على المصارع التركي محمد اوغاد وكذلك فاز على عدد من مصارعي بلغاريا، وفي عام 1952م، قام عوسي الأعظمي برحلة إلى الأقطار العربية والتقى هناك بالمصارع المصري إبراهيم مصطفى في النادي الاهلي المصري، ونظمت له جولات سياحية في مختلف أنحاء مصر، والتقى برئيس مصر محمد نجيب الذي جعل نفقة ضيافة الأعظمي على حسابه الخاص.
وكان يطبع الدعوات الرياضية، ويوزع النشرات الرياضية وعلى نفقته الخاصة دعما للوعي الرياضي، وأصدر مجلة تختص بالرياضة وشؤونها في عقد الستينيات أسماها مجلة اللياقة البدنية، لقد كان عوسي عبارة عن لجنة أولمبية بحد ذاته، كما أخبرنا بعض أهالي الأعظمية.
وفي بداية افتتاح البث التلفزيوني لتلفاز بغداد كان يقدم برنامجا اسمه الأبطال، وهو أول برنامج إعلامي رياضي يقدم عبر شاشة التلفاز ومن الطريف إن عوسي كان يبدأ حديثهُ باللغة الدارجة في هذا البرنامج بقوله: (ايها المباوعون الكرام)، وهذا يؤكد عفويته وسلاسة حديثه وميله للطرافة.

## وفاته
توفى عوسي في الثمانين من عمره في حادث دهس سيارة وهو يقود دراجته الهوائية، والتي لازمته طوال حياته، وكان ذاهباً لمسبح الصفا لتعليم الفتيان رياضة السباحة، وكانت وفاته في يوم 11 ربيع الثاني 1414 هـ/27 سبتمبر 1993م.